# Pociūnai
Pociūnai – wieś na Litwie, w środkowej części kraju, w okręgu szawelskim, w rejonie radziwiliskim.
Według danych ze spisu powszechnego w 2001 roku we wsi mieszkało 328 osób. Według danych z 2011 roku wieś była zamieszkiwana przez 291 osób – 144 kobiety i 147 mężczyzn.